# Алка Яґнік
Алка Яґнік (народилася 20 березня 1966) — індійська співачка, яка працює переважно в гінді кіно. Одна з найвидатніших співачок епохи Боллівуду 90-х років, володарка численних нагород, у тому числі дві Національні кінопремії, дві нагороди Бенгальської асоціації кіножурналістів і рекордні сім нагород Filmfare за найкращу співачку із рекордних тридцяти-шести номінацій.
Яґнік — одна з найуспішніших співачок і артисток, яка заспівала велику кількість жіночих соло за свою болівудську кар'єру. За свою кар'єру, яка триває понад чотири десятиліття, вона заспівала пісні для понад тисячі фільмів і записала понад двадцять одну тисячу пісень більш ніж 25 різними мовами. Двадцять її треків увійшли до списку сорока найкращих саундтреків Боллівуду всіх часів BBC. Станом на січень 2023 року вона посідає перше місце в списку найкращих світових виконавців Music Charts & Insights YouTube. Вона була в чарті 331 тиждень із 371 мільйоном переглядів.
Книга рекордів Гіннесса визнали Яґнік виконавицею, яку найбільше слухають у світі, з 15,3 мільярдами переглядів на YouTube у 2022 році, з яких близько 12,3 мільярдів, або 80 %, є зареєстрованими користувачами з Індії. Вона також є виконавцем, яку найбільше слухають у Пакистані, набравши 683 мільйон переглядів. У книзі рекордів також повідомляється, що «56-річна Яґнік, яка народилася в Калькутті, була найпопулярнішою виконавицею на платформі протягом останніх трьох років із 17 мільярдами потоків у 2021 році та 16,6 мільярдами у 2020 році».

## Раннє життя
Яґнік народилася в Калькутті 20 березня 1966 року в гуджаратській родині. Її батька звуть Дгармендра Шанкар. Її мати Шубга була співачкою індійської класичної музики. У 1972 році у віці шести років вона почала співати для Akashvani (всеіндійське радіо), Калькутта. У віці 10 років мати привезла її в Мумбаї як дитину-співачку. Їй порадили почекати, поки її голос дозріє, але мати залишалася рішучою. Під час наступного візиту Яґнік отримала ознайомчий лист від Раджа Капура від свого дистриб'ютора в Калькутті. Капур почув дівчину і відправив її з листом до відомого музичного керівника Лаксміканта Шантарама Кудалкара. Вражений, Лаксмікант запропонував їй дві альтернативи — негайно розпочати роботу виконавицею дубляжу або пізніше припинити роботу співачкою; Шубга вибрала для дочки останнє. Яґнік згадала, що була спритною студенткою, але не любила навчання.

## Кар'єра
Навчена у класичному стилі, Яґнік почала співати бгаджани для Akashvani (All India Radio), Calcutta у віці шести років. Її перша пісня була для фільму Payal Ki Jhankaar у (1980). Далі пішов Laawaris (1981) з піснею «Mere Angane Mein», а потім фільм Hamari Bahu Alka (1982). Вона отримала великий прорив з піснею «Ek Do Teen» із фільму Tezaab (1988). Вона сказала, що в день запису «Ek Do Teen» у неї була висока температура. Ця пісня принесла їй першу з семи нагород Filmfare за найкращу співачку. Окрім хінді, вона співала понад двадцятьма п'ятьма мовами, включаючи ассамську, бенгальську, гуджараті, малаялам, маратхі, маніпурі, одіа, панджабі, бходжпурі, тамільську та телугу, а також співала 15 пакистанських пісень. Вона також виступала на живих концертах по всьому світу. В інтерв'ю Mid-Day Яґнік розповіла, що протягом свого часу записує п'ять пісень щодня.
У 1993 році Яґнік заспівала спокусливу пісню «Choli Ke Peeche Kya Hai» разом з Ілою Арун. Пісня викликала суперечки через слова, написані Анандом Бакші. Вона отримала другу нагороду Filmfare за пісню, яку поділила з Ілою Арун.
У 1994 році вона заспівала ще одну спокусливу пісню «Din Mein Leti Hai» із фільму «Amaanat» зі співавтором Кумаром Сану та Ілою Арун, написану Баппі Лагірі та слова Анвара Сагара. Окрім дуетної версії, вона також заспівала жіночу версію пісні з Ілою Арун. Вона виступила з кількома шоу з Кальянджі-Ананджі та Лаксмікант-Пярелал.
Протягом 90-х років Яґнік разом з Кавітою Крішнамурті та Пурнімою співали більшість пісень для героїнь.
Яґнік працювала над такими приватними альбомами, як «Tum Yaad Aaye» у 1997 році в тісній співпраці з відомим автором пісень Джаведом Ахтаром і композитором Раджу Сінгхом, «Tum Aaye» у 2002 році з Джаведом Ахтаром і співаком Hariharan і «Shairana» у 2003 році з Джаведом Ахтаром і співак-композитор Шанкар Магадеван. Вона також виконувала халісу Ханумана та різні релігійні пісні. Її пісня «Chamma Chamma» з China Gate була представлена в пісні «Hindi Sad Diamonds» із саундтреку до фільму «Мулен Руж»!.
У 2012 році вона разом із Сону Нігамом заспівала пісню «Shiksha Ka Suraj» у рамках Національної місії з підвищення грамотності Індії, за що її привітав міністр Союзу з розвитку людських ресурсів Капіл Сібал. Також у 2012 році, з нагоди 100-річчя хінді кіно, її пісня «Taal Se Taal Mila» з фільму Taal була визнана найкращою піснею століття в опитуванні, проведеному DesiMartini, Hindustan Times і Fever 104. Крім того, її пісня «Choli Ke Peeche» з фільму Khalnayak була визнана найпопулярнішою піснею століття в опитуванні, проведеному Sanona.
Яґнік також брала участь у різних проектах, спрямованих на розширення можливостей дівчат. У 2014 році Яґнік знову об'єдналася з Сону Нігам, щоб заспівати пісню «Phool Khil Jayenge» для поінформованості про здоров'я дітей. Вона також заспівала пісню під назвою «Maine Li Jo Angdai» для альбому Women's Day Special: Spreading Melodies Everywhere. Її склали Фарід Сабрі, Харіш Чаухан і Гурудатт Сахіл; і написав Судхакар Шарма.
У 2015 році вона заспівала «Agar Tum Saath Ho»; вона пояснила, що музичний керівник пісні, А. Р. Рахман, не був присутній у студії, але дав їй інструкції під час відеодзвінка по Skype і сказав, що вона повинна заспівати пісню по-своєму.
Яґнік ділить титул за найбільшу кількість нагород Filmfare Awards з Asha Bhosle (сім) від співачки. Вона заспівала 2486 пісень на хінді в 1114 фільмах. Вона є п'ятою найпліднішою співачкою Боллівуду всіх часів після Аші Бгосле (7886 пісень), Мохаммеда Рафі (7405 пісень), Лати Мангешкар (5596 пісень) і Кішора Кумара (2707 пісень). Вона є третьою найпопулярнішою співачкою після Лати Мангешкар і Аші Бонсле, яка заспівала максимальну кількість жіночих соло за свою болівудську кар'єру.

## Артистизм
Яґнік вважає свою матір своїм першим гуру, яка почала співати у віці чотирьох років. Окрім матері, Алка вчилася співу у Кальянджі-Ананджі та Лаксміканта-Пярелала. Хоча вона співала багато жанрів пісень, але, за словами Алки, її голос найбільше підходить до романтичного жанру. Своїм натхненням Алка визнала співачку-ветерана Лату Мангешкар, яка співала романтичні, сумні, бадьорі, спокусливі та пісні з номерами.
Яґнік заспівала понад 9000 пісень у понад 300 фільмах. Більшість її дуетів була з Кумаром Сану, потім Удітом Нараяном і Сону Нігам. Вона заспівала максимальну кількість романтичних пісень з Кумаром Сану та неймовірну кількість пісень з Удітом Нараяном, і вона відома з Кумаром Сану та Удітом Нараяном як трійця плейбек-співу 90-х.

## У ЗМІ
Яґнік називають «королевою плейбек-співу». У День матері 12 травня 2019 року Алка стала найпопулярнішою індійською артисткою-мамою на Spotify. The Times of India назвала її «співачкою з медовим голосом». Hindustan Times назвав її «магічним голосом». Мід-Дей включив її до списку відомих співачок 90-х. Одна з найвідоміших і провідних співачок сучасності Сунідхі Чаухан якось сказала, що вона навіть не може мріяти потрапити туди, куди дійшли Латаджі, Ашаджі та Алкаджі (Алка Яґнік).

## Особисте життя
У 1989 році Яґнік одружилася з бізнесменом Ніраджем Капуром з Шиллонга, народила доньку Сієшу.

## Фільмографія
Окрім вокалу, Ягник також був суддею кількох співочих реаліті-шоу на телебаченні.
| Year | Name                       | Notes | Channel                       | Ref    |
| ---- | -------------------------- | --- | ----------------------------- | ------ |
| 1992 | Sapne Sajan Ke             | Yagnik also appeared in film Sapne Sajan Ke in a song 'Yeh Dua Hai Meri' with co-singer Kumar Sanu.                              | Н/Д                           | Н/Д    |
| 2006 | Sa Re Ga Ma Pa L'il Champs | She made her first television debut with the show.                                                                               | Zee TV                        | [ 43 ] |
| 2014 | Comedy Nights with Kapil   | On 25 May 2014 she appeared as a special guest along with Kumar Sanu for the popular TV show Comedy Nights with Kapil.           | Colors TV                     | [ 44 ] |
| 2014 | Sa Re Ga Ma Pa L'il Champs | She had done Sa Re Ga Ma Pa L'il Champs as a judge in first Season and fifth Season as a Maha Guru (also in previous 2 seasons). | Zee TV                        | [ 45 ] |
| 2016 | Bhabiji Ghar Par Hain!     | In November 2016, she appeared in a Hindi comedy serial Bhabiji Ghar Par Hain! with Kumar Sanu in a special one hour episode.    | &amp;TV                       | [ 46 ] |
| 2017 | Yeh Rishta Kya Kehlata Hai | Yagnik also appeared as a guest in Hindi serial 'Yeh Rishta Kya Kehlata Hai'                                                     | STAR Plus                     | [ 47 ] |
| 2017 | Sa Re Ga Ma Pa Li'l Champs | She came with her co-singer Udit Narayan and sung many duets songs of 90s era.                                                   | Zee TV                        | [ 48 ] |
| 2018 | Rising Star                | She appears as a guest and gave a special tribute to late actress Sridevi                                                        | Colors                        | [ 49 ] |
| 2018 | Indian Idol                | She appeared in 10th season of Indian Idol with co-singer Kumar Sanu.                                                            | Sony Entertainment Television | [ 50 ] |
| 2019 | The Kapil Sharma Show      | She appeared in The Kapil Sharma Show with other two judges for the promotion of her show 'Superstar Singer'.                    | Sony Entertainment Television | [ 51 ] |
| 2019 | Superstar Singer           | In 2019, she appeared in Superstar Singer as a Judge in Sony TV.                                                                 | Sony Entertainment Television |        |
| 2020 | Sa Re Ga Ma Pa L'il Champs | Besides Alka Yagnik, Udit Narayan and Kumar Sanu appeared as judges after 30 years.                                              | Zee TV                        | [ 52 ] |

Вона також виступала в Star Voice of India як суддя. Вона з'являється як гість з Удіт Нараян у Sa Re Ga Ma Pa L'il Champs.

## Нагороди та номінації
Яґнік отримала ряд нагород, у тому числі дві Національні кінопремії за найкращу жіночу співачку за свої пісні: «Ghoongat Ki Aad Se» з Hum Hain Rahi Pyar Ke (1993) і «Kuch Kuch Hota Hai» з Kuch Kuch Hota Hai (1998). Вона виграла рекордну сім нагород Filmfare за найкращу співачку за свої пісні: «Ek Do Teen» з Tezaab (1988), «Choli Ke Peeche Kya Hai» з Khalnayak (1993), «Zara Tasveer Se Tu» від Pardes (1998), «Taal Se Taal» від Taal (2000), «Dil Ne Yeh Kaha Hai Dil Se» від Dhadkan (2001), «O Re Chhori» від Lagaan (2002) і «Hum Tum» від Hum Tum (2005) з рекордних тридцяти восьми номінацій. Крім того, вона отримала дві нагороди Бенгальської асоціації кіножурналістів. За свій внесок у галузі музики Яґнік була нагороджена премією Лати Мангешкар у 2017 році.